# بهارلو (سیونیک)
بهارلو (به لاتین: Baharlu) یک منطقه مسکونی سابق در ارمنستان است که در استان سیونیک واقع شده است. بهارلو در 
```
کیلومتری شمالغرب 
کاپان
، مرکز استان سیونیک واقع شده است.
```

## خصوصیات
'  نفر جمعیت دارد و در ارتفاع  متر بالاتر از سطح دریا قرار گرفته است.